# Kevin Roelandts
Pour les articles homonymes, voir Roelandts.
Kevin Roelandts, né le 27 août 1982 à Bruges, est un joueur de football belge. Il évolue au poste de milieu de terrain.

## Carrière
Formé au FC Bruges, Roelandts rejoint le noyau A en 2002. Il fait ses débuts avec Bruges en 2003 contre le VfB Stuttgart en Coupe UEFA. Très polyvalent, ses qualités physiques, techniques et son bon jeu de tête lui permettent de pouvoir jouer aussi bien au milieu qu'en attaque. Fin 2006, ses relations avec l'entraîneur du club, Emilio Ferrera, se refroidissent à la suite de critiques faites à une télévision régionale sur un de ses coéquipiers, Brian Priske. Roelandts doit s'entraîner avec la réserve jusqu'à la fin de l'année 2006. En janvier 2007, il est prêté par le club au Germinal Beerschot pour 6 mois. En juin, le club anversois ne lève pas leur option d'achat et Roelandts en transféré au SV Zulte-Waregem pour remplacer Tony Sergeant. Il y signe le 28 juin 2007 un contrat de trois ans. 
Il compte aussi deux sélections et un but en équipe nationale belge.

## Clubs
- 2001-2007 : FC Bruges  Belgique
  - janvier 2007-2007 : Germinal Beerschot A.  Belgique (prêt)
- 2007-2011 : SV Zulte Waregem  Belgique